# Szerb nacionalizmus
A szerb nacionalizmus azt vallja, hogy szerbek egy nemzet, és a szerbek kulturális és politikai egyesítésére törekszik. Egy etnikai alapú nacionalizmus, amely eredetileg a nagyhatású szerb nyelvész Vuk Stefanović Karadžić és a neves szerb államférfi Ilija Garašanin hatására emelkedett fel az oszmán uralom idején. A szerb nacionalizmus fontos tényező volt a balkán-háborúk idején, amely nagyban hozzájárult az Oszmán Birodalom hanyatlásához, és az első világháború alatt és után, amikor hozzájárult az Osztrák–Magyar Monarchia, majd később Jugoszlávia felbomlásához, valamint az 1990-es években a délszláv háború kirobbanásához is.

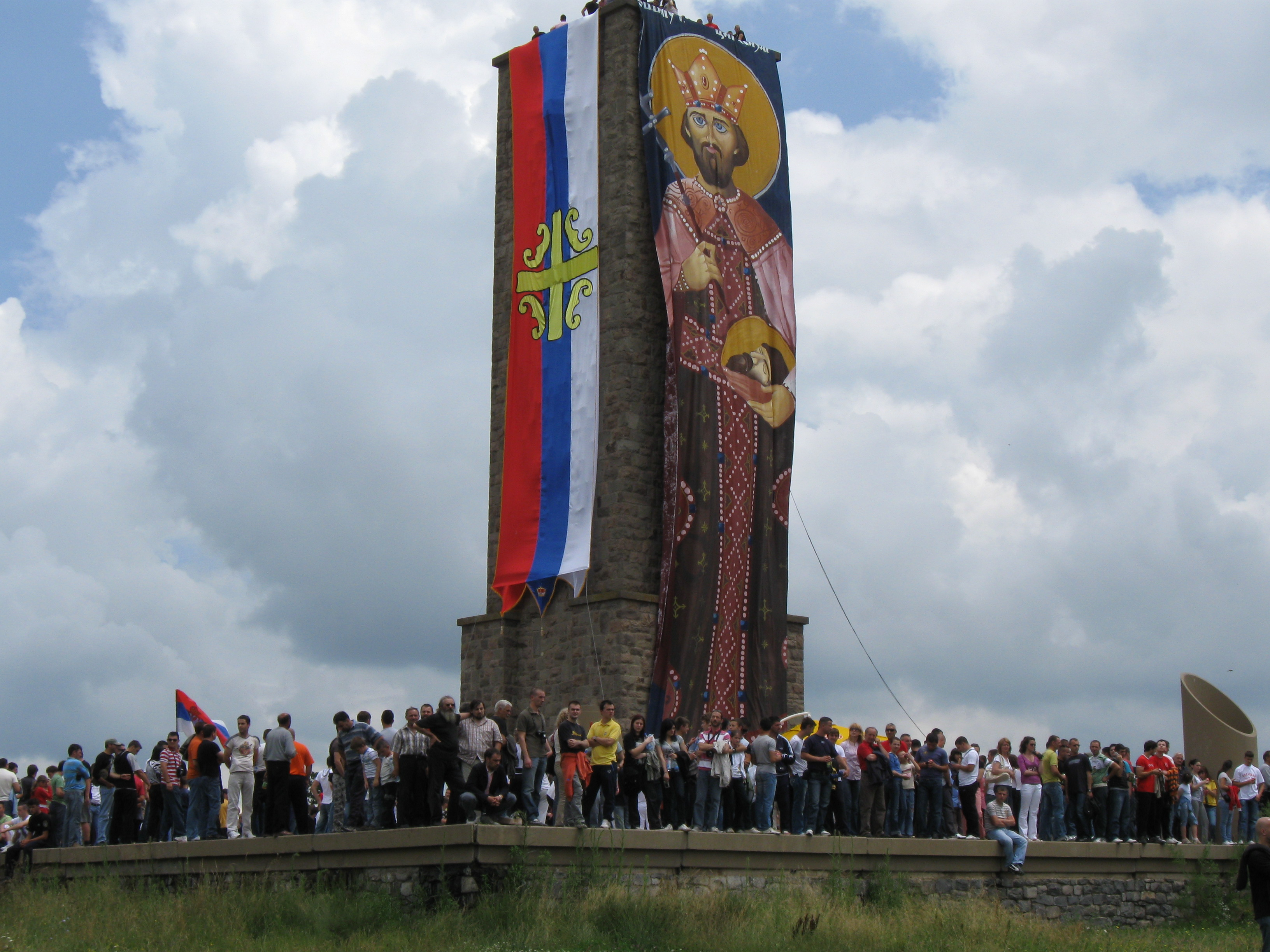
Emlékünnepség a gazimestani emlékműnél 2009. június 28-án

1878 után a szerb nacionalisták egyesítették céljaikat a jugoszlávisták céljaival, és Piemontnak az olaszországi risorgimento-ban játszott vezető szerepét másolták, azt vallva, hogy Szerbia nemcsak az összes szerb egy államban való egyesítésére törekszik, hanem egyben délszláv Piemont is akar lenni, amely az összes délszlávot egy Jugoszlávia néven ismert államban egyesíti majd.
A szerb nacionalisták egy centralizált jugoszláv államot tűztek ki célul, amely garantálja a szerbek egységét, miközben ellenáll az állam decentralizálására irányuló erőfeszítéseknek. A Jugoszlávia által 1921-ben elfogadott Vid-napi alkotmány központosított államként szilárdította meg az országot a szerb Karađorđević-ház uralma alatt.} A horvát nacionalisták ellenezték a központosított államot és decentralizációt és autonóm Horvátországot követeltek Jugoszlávián belül, amit a jugoszláv kormány az 1939-es Cvetković–Maček-megállapodásban elfogadott. A szerb nacionalisták azzal az indokkal ellenezték a megállapodást, hogy az gyengíti a szerbség egységét, és ennek fontosságát az „Erős szerbség, erős Jugoszlávia” szlogennel hangoztatták. A második világháborúban Jugoszlávia tengelyhatalmak általi inváziója és felosztása a nacionalista szerbek, horvátok, bosnyákok és mások közötti fegyveres etnikai konfliktushoz vezetett, aminek következtében megerősödött a csetnik mozgalomban feltörekvő szerb nacionalizmus erőszakos, szektariánus változata.

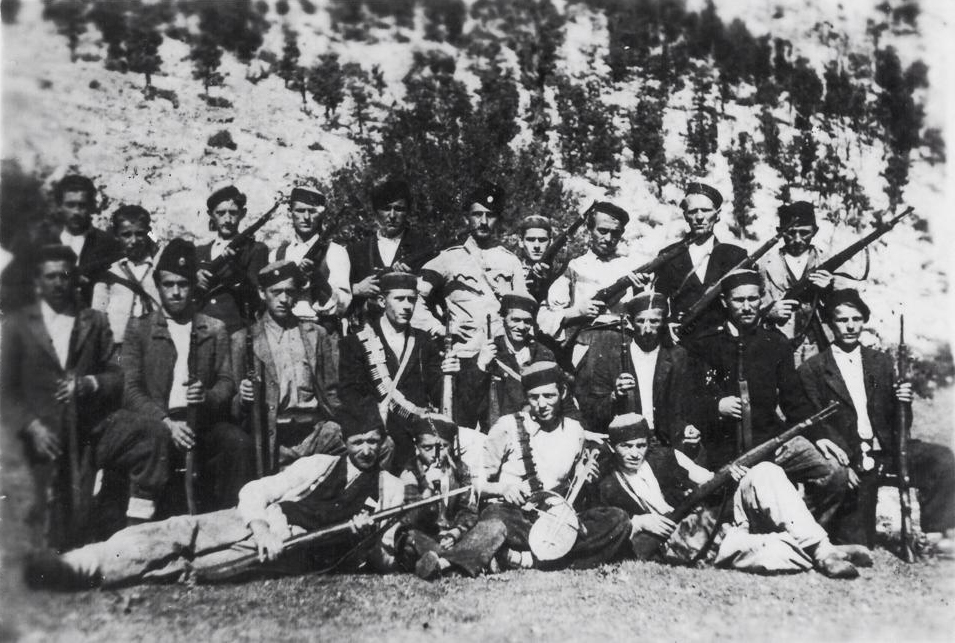
Csetnik harcosok Likában az 1940-es években

A Jugoszláv Szocialista Szövetségi Köztársaságnak az 1960-as években történt decentralizálása az etnikai alapú nacionalista érzelmek elnyomásához, majd a nyolcvanas években a szerb nacionalizmus újjáéledéshez vezetett, amely elítélte a világháború utáni jugoszlávizmust és Jugoszlávia decentralizálását. Miután Jugoszlávia az 1990-es években összeomlott, és több köztársaság is elszakadásra törekedett, a szerb nacionalisták azt követelték, hogy az összes jugoszláv köztársaságban élő minden szerbnek joga legyen egyesülni egy közös államban, ezért etnikai konfliktus alakult ki a Szerbiával egységre törekvő szerbek és más, függetlenségre törekvő délszláv etnikumok között.

## Története

### A kezdetek

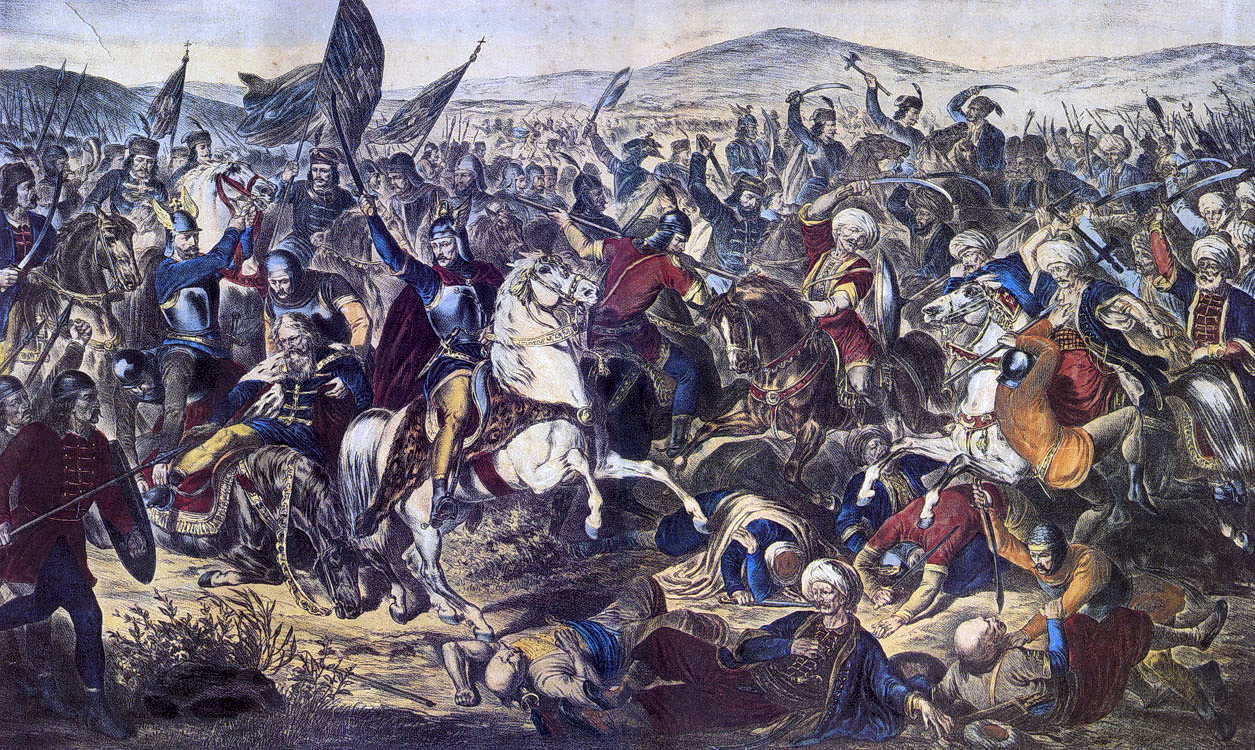
A koszovói csata, Adam Stefanović festménye (1870)

A szerb nacionalizmus eredete a 19. századra nyúlik vissza, a szerbek 1804-ben kezdődő felkeléseiig az oszmán uralom ellen, amelyek végül 1878-ban egy független szerb állam létrehozásához vezettek. Maguk a szerb nacionalisták azonban a mozgalom eredetét a Szerbia és az Oszmán Birodalom közötti 1389-ben, Szent Vid napján zajlott rigómezei csatáig vezetik vissza, amely a szerb nacionalisták számára fontos szimbolikus jelentéssel bír. Egyes szerzők a neves szerb nyelvészt Vuk Stefanović Karadžićot tartják a szerb nacionalizmus atyjának. Karadžić alkotta meg a szerbek nyelvi definícióját, amely magában foglalta a što nyelvjárás valamennyi beszélőjét vallási hovatartozásuktól vagy földrajzi származásuktól függetlenül.

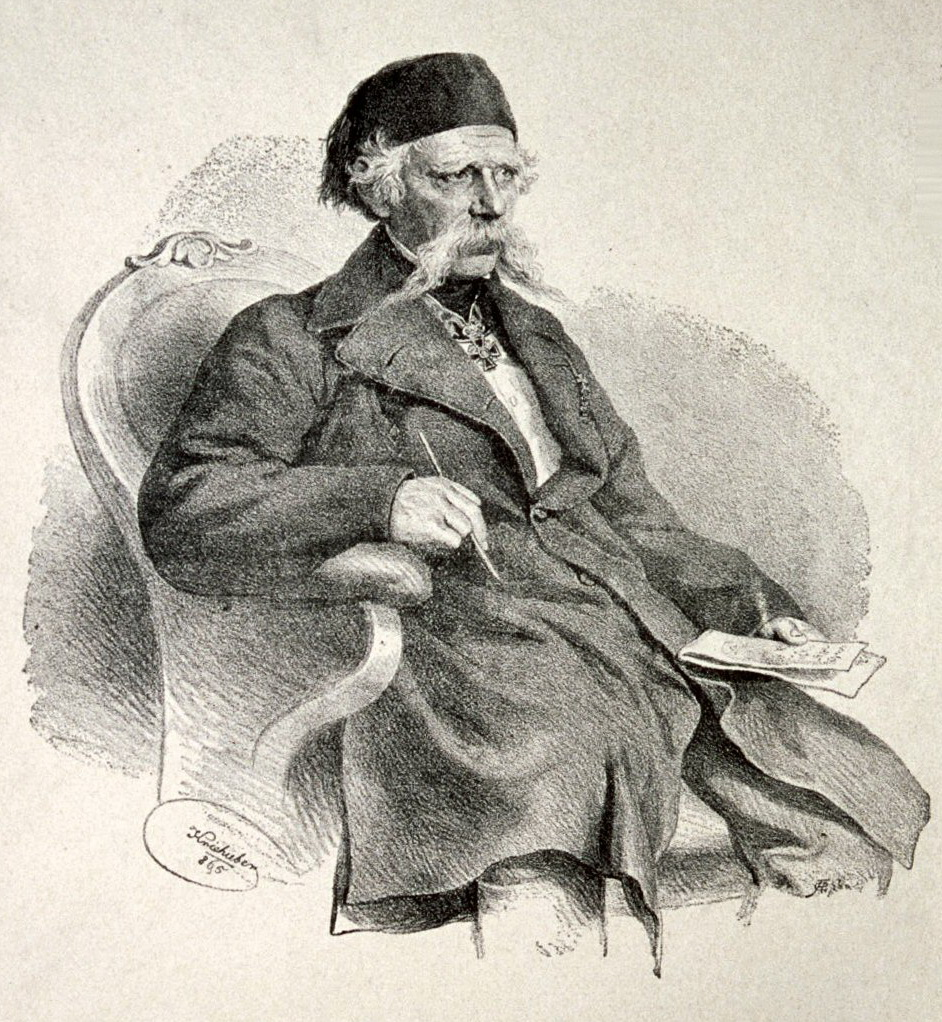
Vuk Karadžić

 Karadžić azonban elismerte, hogy egyes što ajkú népek nem szerbeknek nevezik magukat. Michael Weithmann német történész Karadžić elméletét, amely szerint minden déli szláv szerb „veszélyes politikai és ideológiai eszmének” minősítette tudományos formában, míg Jan Rychlik cseh történész Karadžićot a „nagyszerb ideológia terjesztőjének” tartja. Egy másik a szerb nacionalizmus korai híve és megalapozója volt Ilija Garašanin szerb államférfi, aki egy Nagy-Szerbia eszméjét vázolta fel – egy olyan szerb államét, amelynek határait kiterjesztenék a balkáni régió összes szerb ajkú népére. Miután Szerbiát 1878-ban elismerték független államként, mind a délszlávok, mind a szerb kormány a Habsburgok által uralt Ausztria-Magyarország délszláv népeit megszállás alatt állónak tekintette, aminek eredményeként a Szerbia és Ausztria-Magyarország között a 19. század végétől a 20. század elejéig folyamatosan nőt a feszültség.

### Az első világháború

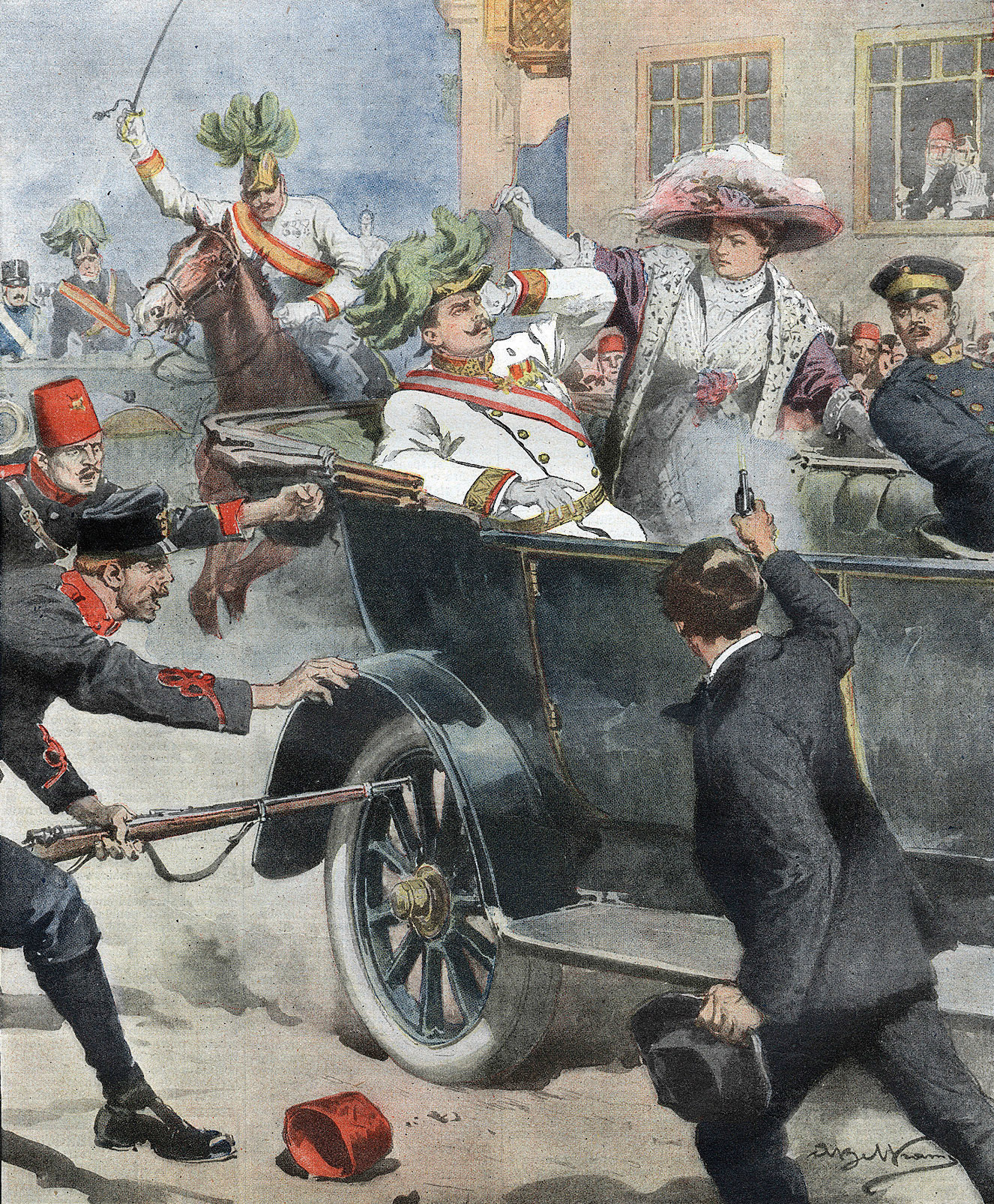
A szarajevói merénylet korabeli ábrázolása

1914-ben a boszniai szerb forradalmár Gavrilo Princip meggyilkolta Ferenc Ferdinánd főherceget, aminek következtében Ausztria-Magyarország Szerbiát a gyilkosságban való részvétellel vádolta, majd hadat üzent Szerbiának, ezzel kirobbantotta az első világháborút. A súlyos veszteségek ellenére Szerbia profitált a szövetségesek Németország és Ausztria-Magyarország elleni győzelméből. Szerbia ezt követően hozzá csatolták a jugoszláv nacionalisták által igényelt területek nagy részét, és 1918-ban létrejött a Szerb-Horvát-Szlovén Királyság. A szerb nacionalisták Jugoszlávia centralista államszervezetéhez ragaszkodtak, szemben a nem szerbek által hirdetett konföderációs vagy szövetségi állammal. A szerb nacionalisták által támogatott centralizált Jugoszlávia és a horvát és szlovén nacionalisták által támogatott decentralizált Jugoszlávia közötti ellentét volt a fő oka annak, hogy Jugoszláviában a kormányzás a két világháború közötti időszakban végig instabil volt.

### A Jugoszláv Királyság időszaka
A Szerb-Horvát-Szlovén Királyság 1920-ban Jugoszláviának a szerb nacionalisták által támogatott központosított vízióját iktatta alkotmányába, amely kihirdetésének napjáról Vid-napi alkotmányként vált ismertté. 1928-ban a horvát parasztpárti elnök, Stjepan Radić meggyilkolása a jugoszláv parlamentben a parlamentáris demokrácia válságát okozta az országban.

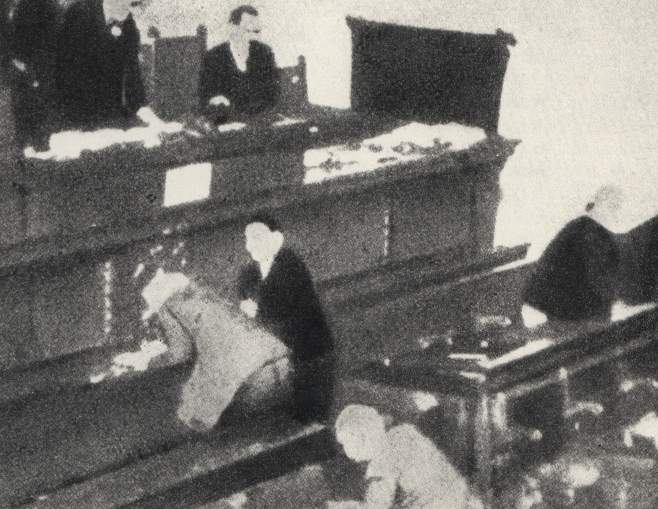
Az 1928-as belgrádi parlamenti merénylet.

 Ezt követően I. Sándor jugoszláv király elvetette a Vid napi alkotmányt, királyi diktatúrát vezetett be, és az ország nevét hivatalosan is Jugoszláv Királyságra változtatta. Sándor király a modern jugoszláv nacionalizmus ösztönzésének politikáját folytatta, ami elégedetlenséget váltott ki a lakosság és szerb nacionalisták körében, akik a jugoszláv nacionalizmust a szerb nacionalizmus megtagadásának tekintették. A szerb nacionalistákat felháborította a szerb és horvát politikai vezetők között megkötött Cvetković–Maček-megállapodás, amely létrehozta a Horvát Banovinát, egy a királyságon belüli autonóm tartományt, amely Horvátországnak korlátozott önállóságot adott. Válaszul a szerb nacionalisták megalapították a Szerb Kulturális Klubot, amely az „Erős szerbség, erős Jugoszlávia” jelszóval támadta az új jugoszláv nacionalizmust.
Jugoszláviát a tengelyhatalmak megszállták a második világháború alatt, a náci Németország pedig bábállamokat hozott létre a megszállt Jugoszlávia egész területén. Ekkor a szerb nacionalizmus Draža Mihailović csetnik erőinek harcos válaszaként nyilvánult meg mind a tengelyhatalmak erőivel, mind a kommunista jugoszláv partizánokkal szemben. A háború során a szerb nacionalizmus egy szélsőségesen muzulmánellenes változata is kifejlődött, amelyet a csetnikek gyakoroltak, akik a háború alatt boszniai muszlimokat mészároltak le.

### A szocialista Jugoszlávia
A második világháború és a jugoszláv partizánok hatalomátvétele után megalakult a Josip Broz Tito vezette kommunista Jugoszlávia. Az új rezsim elnyomott minden olyan nacionalizmust, amelyet az állambiztonságra fenyegetőnek tartottak. A szerb nacionalizmust aztán az 1960-as években olyan értelmiségiek élesztették újra, mint Dobrica Ćosić, majd megtámadták a jugoszlávizmus és a „Testvériség és egység” államilag támogatott politikáját. A nacionalista beállítottságú szerb kommunista tisztviselőnek Aleksandar Rankovićnak az 1966-ban történt Tito általi pártból való kizárását a szerb nacionalizmus elleni támadásként fogták fel. Ranković eltávolítása után a szerb nacionalista értelmiségiek egyre inkább a szerb nemzet számára káros tényezőként kezdték tekinteni Jugoszláviát. 

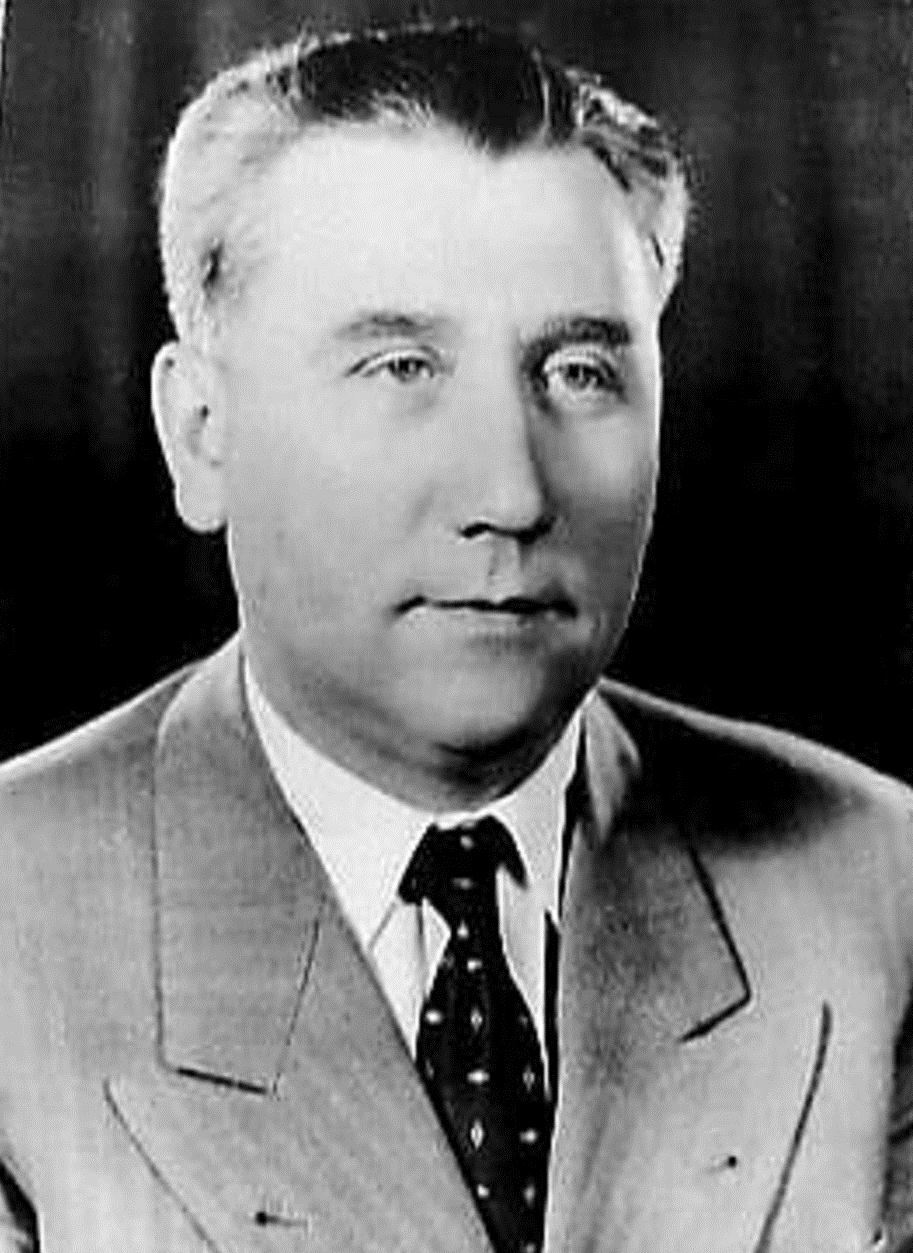
Aleksandar Ranković

A szerb nacionalizmus Tito 1980-as halála után eszkalálódott. A szerb értelmiségiek számos tabut kezdtek megdönteni – például Branko Petranović fontos „antifasisztaként” azonosította Draža Mihailovićot, Tito második világháború alatti csetnik riválisát. Dobrica Ćosić más szerb politikai írókhoz csatlakozott a rendkívül vitatott 1986-os Szerb Tudományos és Művészeti Akadémia memoranduma megírásában. A memorandum azt állította, hogy megoldásokat hirdet a jugoszláv egység helyreállítására, és a titoista Jugoszlávia heves elítélésére összpontosított azzal a váddal, hogy Szerbiát gazdaságilag alárendelte Horvátországnak és Szlovéniának, az albánokat pedig azzal vádolta meg, hogy népirtást követtek el a koszovói szerbek ellen. A memorandumot a kormányzó Jugoszláv Kommunisták Szövetsége, valamint Szerbia Ivan Stambolić vezette kormánya is keményen elítélte. Azok a képviselők, akik később a szerb nacionalizmust támogatták, a párt irányvonalát választották, és a memorandumot is elítélték. Slobodan Milošević, aki akkoriban szerb kommunista tisztviselő volt, nem beszélt nyilvánosan a témáról, de a titkosrendőrség tagjaival folytatott megbeszélésen támogatta a memorandum hivatalos kormányzati elítélését, és kijelentette: „A Szerb Tudományos és Művészeti Akadémia memorandumának megjelenése nem mást, mint a legsötétebb nacionalizmust képviseli. Hazánk jelenlegi szocialista berendezkedésének felszámolását jelenti, vagyis azt a szétesést, amely után egyetlen nemzetnek, nemzetiségnek nincs túlélése. ... Tito testvériség és egység politikája ... az egyetlen alap, amellyel Jugoszlávia túlélése biztosítható.”

### Jugoszlávia szétesése
Az 1987-ben Szerbiában erősödő nacionalista érzelmek közepette mégis Milošević lett a nacionalisták fő szóvivője a kommunista rendszerben. Milošević támogatta a memorandum előfeltételeit, amely a szövetségi jugoszláv kormány a köztársaságok és autonóm tartományok hatáskörének csökkentésére, és nacionalista mottója: „erős Szerbia, erős Jugoszlávia” alapján magában foglalta a hatalom központosításának előmozdítását a kommunista rendszerben. Milošević az antibürokratikus forradalom keretében arra buzdította a szerbeket és montenegróiakat, hogy „menjenek ki az utcára”, és az „erős Szerbia, erős Jugoszlávia” szlogent használta, amely biztosította a szerbek támogatását, de elidegenítette a boszniai muzulmánokat, a horvátokat, a koszovói albánokat, a macedónokat és a szlovéneket. Ezeket a népcsoportokat Milošević programja a Jugoszláv Királyság szerb hegemón politikájára és Ranković nacionalista politikájára emlékeztette.

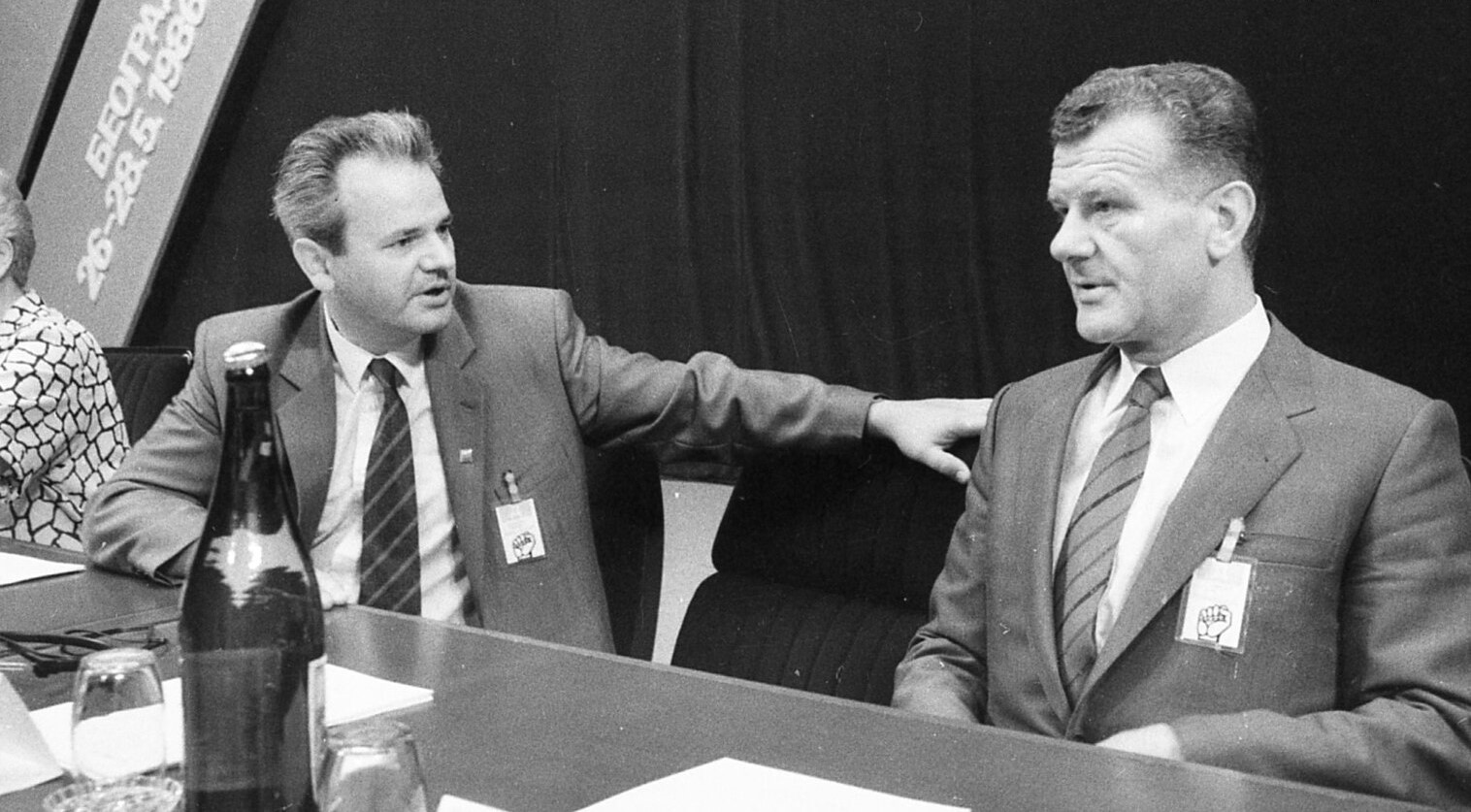
Slobodan Milošević és Ivan Stambolić 1986-ban

Milošević és támogatói, amikor Szerbia fontosságáról beszéltek a világnak, és agresszív és erőszakos politikai retorikát használtak a nacionalista és populista szenvedélyekre apelláltak. 1988. november 19-i belgrádi beszédében Milošević arról beszélt, hogy Szerbiának mind belső, mind külső ellenségei ellen harcolnak. Vajdaságban a tartomány fővárosában Milošević-párti tüntetők, köztük 500 koszovói szerb és helyi szerbek tüntettek, és azzal vádolták a vajdasági vezetést, hogy támogatja a szeparatizmust és „hazaáruló”. 1988 augusztusában Szerbiában és Montenegróban, egyre erőszakosabb nyelvezettel, számos helyen tartottak gyűléseket a bürokrataellenes forradalom támogatói, olyan felhívásokkal, mint „Adj fegyvert!”, „Fegyvereket akarunk!”, „Éljen Szerbia – halál az albánokra!” és „Montenegró Szerbia!”. Ugyanebben a hónapban Milošević megkezdte arra tervezett erőfeszítéseit, hogy destabilizálja a montenegrói és bosznia-hercegovinai kormányokat, lehetővé téve számára, hogy híveit juttassa hatalomra ezekben a köztársaságokban. 1989-re már Milošević és hívei irányították Közép-Szerbiát és az autonóm tartományokat. Koszovó, Vajdaság és Montenegró vezetésének támogatói, valamint a szerb biztonsági szolgálat ügynökei erőfeszítéseket tettek a bosznia-hercegovinai kormány destabilizálására is. 1989-ben a szerb média elkezdett „a bosznia-hercegovinai szerbeket fenyegető állítólagos veszélyéről” beszélni, amivel a szerbek Milošević iránti támogatása miatt a szerbek, valamint a boszniai muszlimok és horvátok közötti feszültség fokozódott. A Macedóniai Köztársaságban a Milošević-kultusz terjesztésére tett erőfeszítések 1989-ben kezdődtek a köztársaságban elterjedt szlogenekkel, graffitikkel és Miloševićet dicsőítő dalokkal. Kultuszának terjedését elősegítette, hogy Milošević törvényt javasolt az egykor birtokolt, és a két világháború közötti időszakban a szerbektől elvett földtulajdonok visszaállításáról, amely ténylegesen jogalapot biztosított arra, hogy nagyszámú szerb költözzön Koszovóba és Macedóniába, hogy visszaszerezze ezeket a területeket, miközben kiszorította az ottani albán lakosokat. 1989-től Milošević támogatást nyújtott a horvátországi szerbeknek, akik a horvátországi szerbek számára autonóm tartomány létrehozását követelték, amelyet a horvát kommunista hatóságok elleneztek. Az 1980-as évek végén Milošević engedélyezte a mozgósítást. A szerb nacionalista szervezeteket többé nem akadályozták a szerb kormány ellenlépései, a csetnikek tüntetéseket tartottak, a szerb kormány pedig felkarolta a szerb ortodox egyházat és visszaállította legitimitását Szerbiában.

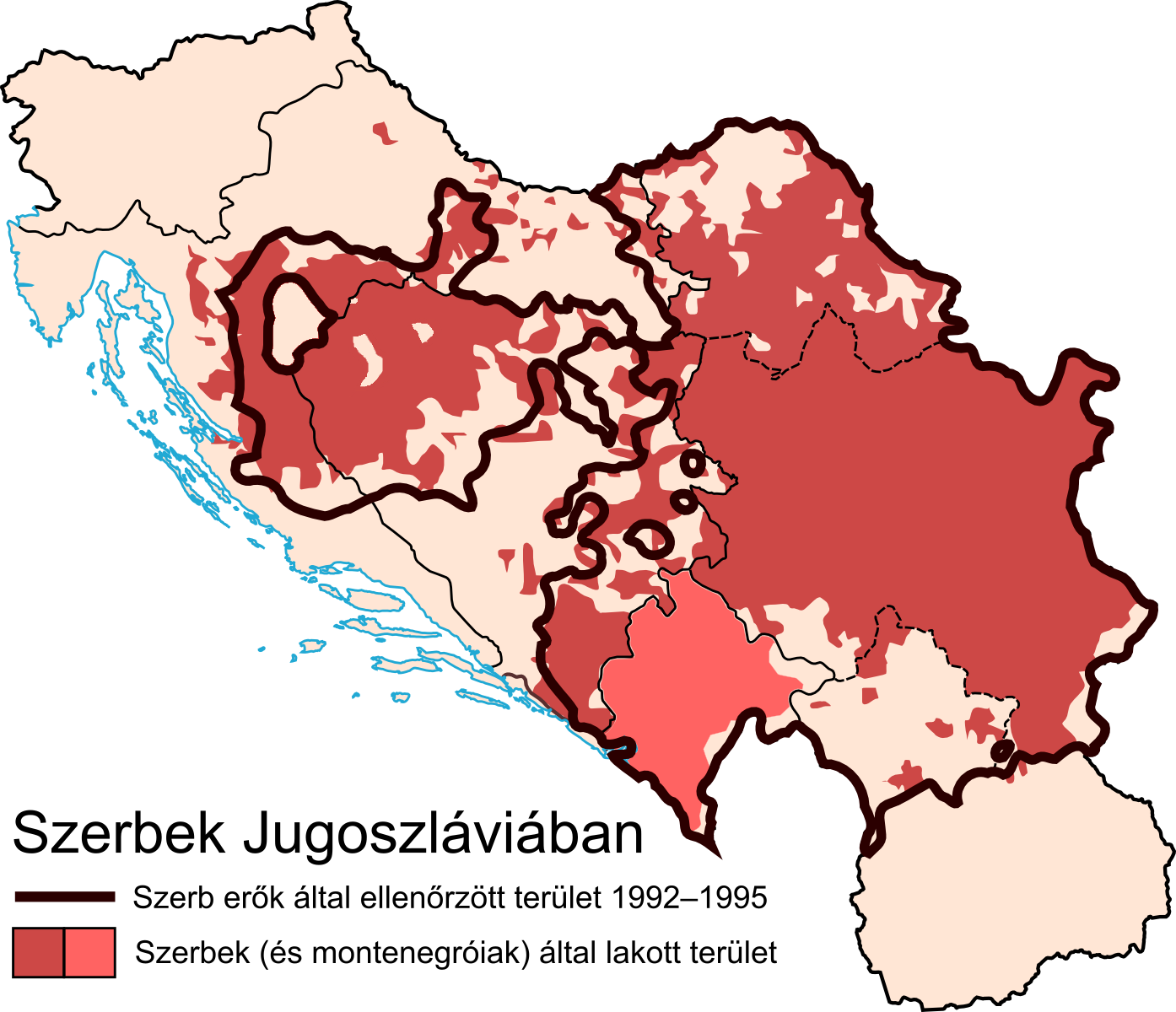
A szerbek Jugoszláviában

Milošević és a szerb kormány támogatta a háromkamarás törvényhozás létrehozását, amely magában foglalná a Jugoszlávia lakosságát képviselő polgári kamarát, amely rendszer biztosítaná a szerb többséget; ezenkívül a regionális ügyek képviseletére létrehozott tartományi és köztársasági kamarából, valamint a társult munkaügyi kamarából állna. A polgári kamara és a társult munkaügyi kamara Szerbia általi támogatása a Horvát és a Szlovén Köztársaság ellenállásába ütközött, mivel úgy látták, hogy a javaslatok fokozzák Szerbia hatalmát és szövetségi állam ellenőrzését a gazdaság felett, ami ellentétes volt azzal a szándékukkal, hogy csökkentsék a szövetségi állam ellenőrzését a gazdaság felett. Szlovénia határozottan ellenezte a Milošević-kormány terveit, és a sajátját támogatta, amely olyan reformokat tartalmazott, amelyek Jugoszláviát decentralizált, konföderációs állammá teszik.
Horvátország és Szlovénia elítélte Milošević akcióit, és követelni kezdte Jugoszlávia teljes többpárti konföderációs állammá alakítását. Milošević azt állította, hogy ellenzi a konföderációs rendszert, és kijelentette, hogy ha konföderális rendszer jönne létre, Szerbia külső határai „nyitott kérdés” lennének, ami arra utalt, hogy Jugoszlávia decentralizálása esetén kormánya egy kibővített szerb szövetségi köztársaság létrehozására törekszik. 1989-ben Koszovó és a Vajdaság autonómiáját „de facto” megszüntették azok az alkotmányos reformok, amelyek hatásköreiket a tartományoktól a szerb kormányhoz ruházták át.
Milošević 1991-ben elutasította Horvátország függetlenségét, és még a Jugoszláv Szövetségi Köztársaság (JSZK) megalakulása után sem ismerte el kezdetben Horvátország függetlenségét. Borislav Jović a jugoszláv államelnökség szerb elnökének naplója szerint Milošević tervei 1990 júniusától fordultak abba az irányba, hogy Horvátországból területet hasítsanak ki a helyi szerbek számára. A kormány a jugoszláv hadsereg Milošević-párti tagjaiból és vezérkarából álló klikkel együtt titokban elfogadta a RAM-ot, egy „keret” tervet, amely Horvátország és Bosznia-Hercegovina felosztását jelentette oly módon, hogy nagy mennyiségű területet adjon a helyi szerbeknek, amelyek egységesek maradnak Szerbiával és ezzel gyakorlatilag létrejönne egy Nagy-Szerbia. Horvátországban és Boszniában a stratégiai helyeken a háborúra készülve fegyvereket és a katonai felszereléseket helyeztek el, hogy a szerb félkatonai szervezetek használhassák, a helyi szerbeket pedig katonai és rendőri kiképzésben részesítették.

Nagy-Szerbia terve megvalósításának a szerbek által elérni kívánt határa, a Karlobag–Ogulin–Károlyváros–Verőce-vonal

Szerbia és a Macedóniai Köztársaság közötti politikai ügyekben részt vevő kormánytisztviselőkkel készült interjúkból kiderült, hogy amikor a Macedóniai Köztársaság még Jugoszlávia része volt Milošević azt tervezte, hogy letartóztatja Macedóniai Köztársaság politikai vezetését, és Szerbiához lojális politikusokkal helyettesíti. Macedónia kiválásakor 1991-ben a szerb kormány kijelentette, hogy a macedón „mesterséges nemzet”, Szerbia pedig Görögországgal szövetkezett a Macedóniai Köztársaság ellen, sőt egy tervet is kidolgoztak a Macedóniai Köztársaság felosztására Szerbia és Görögország között. Milošević a szerbek önrendelkezését követelte a Macedóniai Köztársaságban, és csak 1996-ban ismerte el a Macedóniai Köztársaság függetlenségét.
A szerb nacionalisták azt állítják, hogy a kommunista történetírásban a szerbeket elnyomókká változtatták, a második világháború csetnikjeit kollaboránsnak bélyegezték, a szerbek Usztasa általi lemészárlását pedig lekicsinyelték.

## Fordítás
Ez a szócikk részben vagy egészben  a   Serbian nationalism című angol Wikipédia-szócikk ezen változatának fordításán alapul.  Az eredeti cikk szerkesztőit annak laptörténete sorolja fel. Ez a jelzés csupán a megfogalmazás eredetét és a szerzői jogokat jelzi, nem szolgál a cikkben szereplő információk forrásmegjelöléseként.